# Aiquile (plaats)
Aiquile is een plaats met ongeveer 10.000 inwoners. Het ligt in het departement Cochabamba in Bolivia. Het is de hoofdstad van provincie Narciso Campero. De plaats werd in 1998 grotendeels verwoest door een aardbeving.

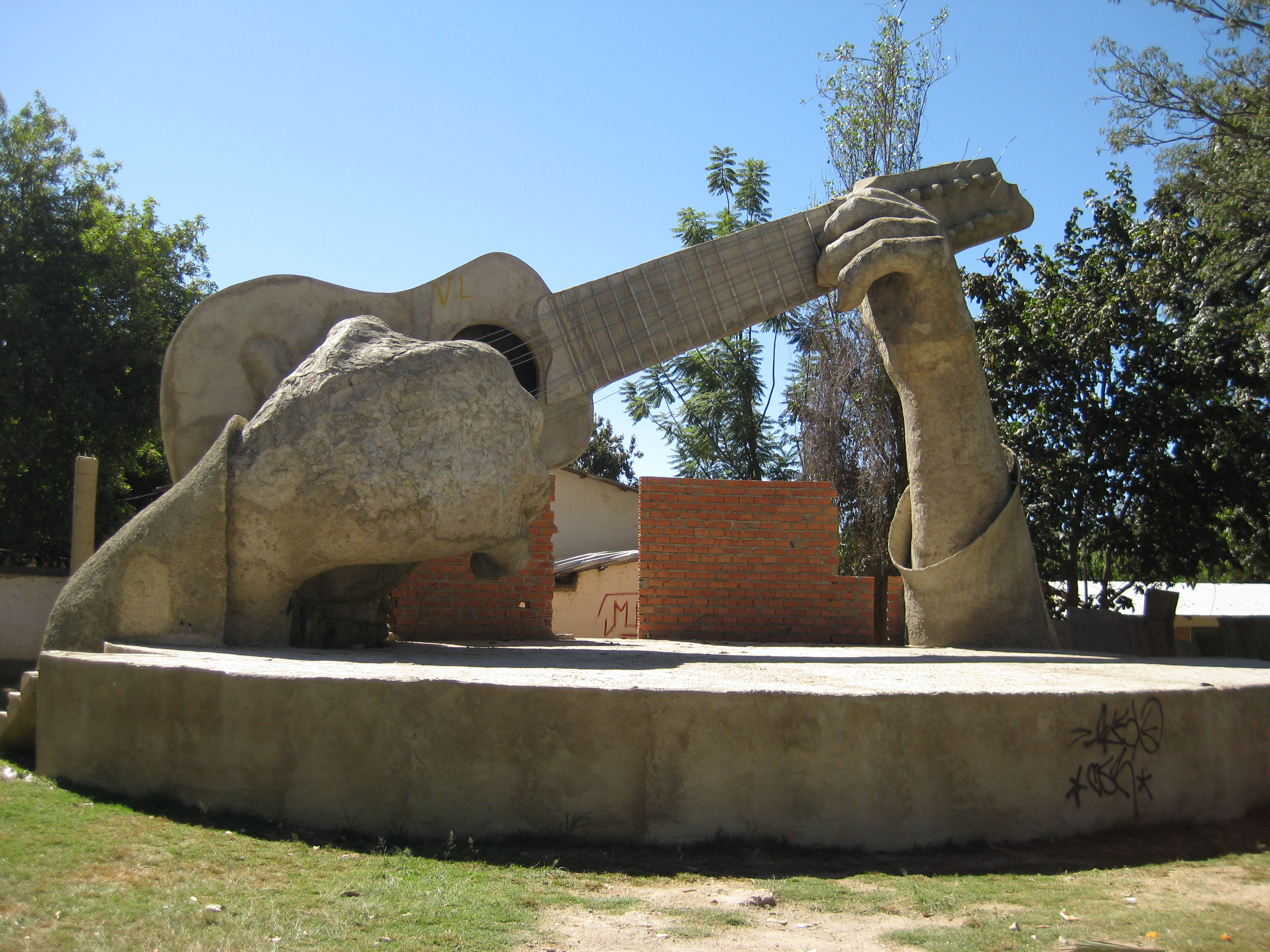